# Hemiphractidae
Los hemifráctidos (Hemiphractidae) son un clado de anfibios anuros compuesto por seis géneros; sus 105 especies son endémicas del Neotrópico (distribuyéndose por Brasil, Colombia, Ecuador, Perú y Panamá) siendo más diversas en los Andes tropicales. Se caracterizan por un desarrollo larval directo, en el cual los huevos son transportados en la espalda de los progenitores hasta que eclosionan.
Los géneros Gastrotheca, Flectonotus, Cryptobatrachus y Stefania se caracterizan por transportar los huevos en una cavidad cutánea dorsal, mientras que en las especies del género Hemiphractus dicha cavidad está ausente.
En algunas especies los huevos son fertilizados sobre la parte baja posterior de la hembra e insertados en la cavidad dorsal por las extremidades posteriores del macho durante el amplexo. Los huevos fertilizados permanecen en contacto con los tejidos vasculares de la madre, siendo provistos de oxígeno.
En otras especies los huevos son depositados en la hojarasca, siendo posteriormente cuidados por el macho. En las especies del género Flectnotus y en algunas de Gastrotheca, la protección se extiende durante parte del desarrollo, mientras que en los géneros Hemiphractus, Stefania, Cryptobatrachus y en el resto de las especies de Gastrotheca, el cuidado parental hacia la prole se extiende durante todo el desarrollo.

## Géneros
Se reconocen los siguientes, divididos en dos subfamilias, según ASW:
- Cryptobatrachinae Frost, Grant, Faivovich, Bain, Haas, Haddad, de Sá, Channing, Wilkinson, Donnellan, Raxworthy, Campbell, Blotto, Moler, Drewes, Nussbaum, Lynch, Green & Wheeler, 2006 (8 sp.)
  - Cryptobatrachus Ruthven, 1916 (6 sp.)
  - Flectonotus Miranda-Ribeiro, 1926 (2 sp.)
- Hemiphractinae Peters, 1862 (97 sp.)
  - Fritziana Mello-Leitão, 1937 (4 sp.)
  - Gastrotheca Fitzinger, 1843 (68 sp.)
  - Hemiphractus Wagler, 1828 (6 sp.) (tipo)
  - Stefania Rivero, 1968 (19 sp.)

## Evolución y sistemática
Hemiphractidae estaba tradicionalmente incluida como una subgrupo dentro de Hylidae, pero estudios posteriores relacionaron al clado con Leptodactylidae, siendo ubicados en su propio grupo por Wiens et al. (2005). Frost et al. (2006) establecieron a Hemiphractidae como un grupo parafilético, separándolo a su vez en tres grupos, en las cuales Gastrotheca y Flectonotus formaban parte de Amphignathodontidae, Cryptobatrachus y Stefania de Cryptobatrachidae y Hemiphractus de Hemiphractidae. Weins et al (2007) replanteó a Hemiphractidae como monofilético, aunque la clasificación del grupo permanece controvertida.
|  | \| \| Stefania \| \| \| \| \| \| Cryptobatrachus \| \| \| \| |
|  |                                                              |
|  | Gastrotheca                                                  |
|  |                                                              |
|  | Stefania                                                     |
|  |                                                              |
|  | Cryptobatrachus                                              |
|  |                                                              |

|  | Stefania        |
|  |                 |
|  | Cryptobatrachus |
|  |                 |

|  | \| \| Stefania \| \| \| \| \| \| Cryptobatrachus \| \| \| \| |
|  |                                                              |
|  | Gastrotheca                                                  |
|  |                                                              |
|  | Stefania                                                     |
|  |                                                              |
|  | Cryptobatrachus                                              |
|  |                                                              |

|  | Stefania        |
|  |                 |
|  | Cryptobatrachus |
|  |                 |

|  | \| \| Stefania \| \| \| \| \| \| Cryptobatrachus \| \| \| \| |
|  |                                                              |
|  | Gastrotheca                                                  |
|  |                                                              |
|  | Stefania                                                     |
|  |                                                              |
|  | Cryptobatrachus                                              |
|  |                                                              |

|  | Stefania        |
|  |                 |
|  | Cryptobatrachus |
|  |                 |

|  | \| \| Stefania \| \| \| \| \| \| Cryptobatrachus \| \| \| \| |
|  |                                                              |
|  | Gastrotheca                                                  |
|  |                                                              |
|  | Stefania                                                     |
|  |                                                              |
|  | Cryptobatrachus                                              |
|  |                                                              |

|  | Stefania        |
|  |                 |
|  | Cryptobatrachus |
|  |                 |

Cladograma basado en Wiens et al. (2007) y Frost et al. (2006).

## Campanas branquiales
Las campanas branquiales son estructuras muy delgadas, altamente vascularizadas; estas se separan de los tejidos vasculares del dorso materno por una delgada capa de gelatina del huevo en Gastrotheca y por la capa de gelatina del huevo junto con las secreciones mucosas dorsales de la madre en Cryptobatrachus.
El desarrollo de las campanas branquiales ha sido estudiado en tres géneros de la familia Hemiphractidae (Gastrotheca, Stefania y Cryptobatrachus); en los últimos dos, las campanas se derivan del primer arco branquial, cubren el 50% del cuerpo del embrión y son irrigadas por el primer arco aórtico. En el género Gastrotheca ocurre una fusión de los dos primeros arcos branquiales, lo cual se piensa corresponde a una condición derivada dentro de la familia de las ranas marsupiales neotropicales.
El modelo básico de desarrollo de las campanas branquiales no presenta variaciones intragenéricas para las ranas de la familia Hemiphractidae, sin embargo, en el género Stefania se desarrollan dos pares de campanas branquiales con dos pedúnculos independientes. En Gastrotheca hay mayor variación y se han documentado casos donde las dos campanas branquiales son soportadas por dos pedúnculos cada una, e incluso, casos donde solo se da una campana branquial soportada por un pedúnculo, indicando una fusión entre los arcos branquiales.